# Kościół św. Jadwigi w Łodzi (gmina Stęszew)
Kościół św. Jadwigi – rzymskokatolicki kościół parafialny zlokalizowany w Łodzi (gmina Stęszew).

## Architektura

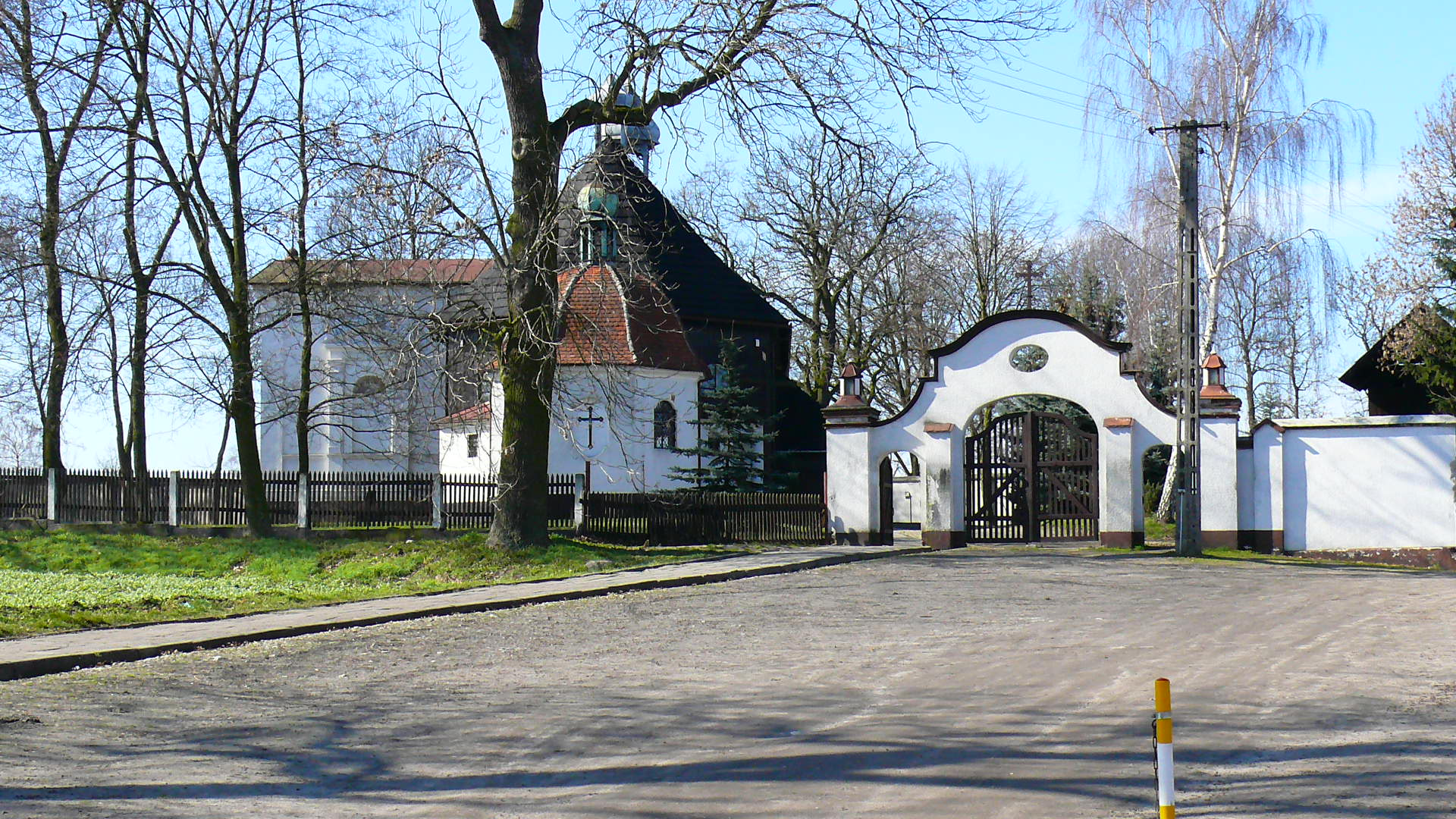
Brama wjazdowa

Obiekt drewniany, zbudowany w 1610 roku, a gruntownie odnowiony w 1784 i przebudowany w 1854. Do 1959 dach kryła strzecha, lecz ze względów praktycznych wymieniono ją na gont. Ponowny poważny remont miał miejsce w 1981. Świątynia stoi w otoczeniu starego drzewostanu. Otacza ją mur, w którym znajduje się pochodząca z XVIII wieku barokowa brama.
Jest to kościół salowy, w którym nie ma wydzielonego prezbiterium. Konstrukcję zamyka murowana zakrystia na planie ośmioboku, zbudowana w 1936 według projektu Lucjana Michałowskiego. Kopulasty dach zakrystii wieńczy blaszany hełm z latarnią. Z 1854 pochodzi murowana kaplica grobowa Potockich, wzniesiona w stylu neoromańskim. Na dachu świątyni znajdują się dwie wieżyczki kryte blachą z latarniami.
Wewnątrz uwagę zwraca belka tęczowa z krucyfiksem pochodzącym z początku XVI wieku. Strop zdobią fasety. Ołtarz główny, utrzymany w stylu barokowym, pochodzi z około 1670 r. W ołtarzu znajduje się obraz z 1866, który powstał jako wotum po epidemii cholery.
Kaplica Potockich urządzona została w stylu neobarokowym. Wewnątrz znajduje się osiem epitafiów członków rodziny z czarnego marmuru. Pochodząca z 1863 drewniana dzwonnica ma konstrukcję słupowo–ramową, kryje ją dwuspadowy dach. W jej wnętrzu znajduje się dzwon odlany w 1684 dla uczczenia zwycięstwa Jana III Sobieskiego pod Wiedniem.

## Zbór
Naprzeciw kościoła znajduje się pochodzący z 1911 roku zbór ewangelicki.